# مانگیدی
مانگیدی (به لاتین: Mangidy) یک منطقهٔ مسکونی در ماداگاسکار است که در ایکالاماونی واقع شده‌است. مانگیدی ۲۳٬۰۳۳ نفر جمعیت دارد و ۱٬۲۴۸ متر بالاتر از سطح دریا واقع شده‌است.